# ألن والكر
ألن والكر (アレン・ウォーカー) هو شخصية رئيسية في سلسلة المانغا و الأنمي دي جرايمان.
- الأداء الصوتي في الأنمي: ساناي كوباياشي (الياباني), تود هيبركورن (الأنجليزي), لوسي كريستيان (الأنجليزي, أيام الطفولة)